# 飛馬橋
49°14′32″N 0°16′28″W / 49.24222°N 0.27444°W
飛馬橋（Pegasus Bridge）座落於卡昂運河（Caen Canal）上，鄰近维斯特雷阿姆。此橋是君主行動時，英軍第6空降師的主要目標，該師部隊於1944年6月6日乘滑翔機於飛馬橋附近著陸。飛馬橋就是以當時英軍士兵臂章上的飛馬命名，以記念這次戰事。

## 飛馬橋之戰
奪取飛馬橋是為了保證君主行動登陸部隊東翼的安全，阻止德軍大舉反攻。登陸部隊的東翼由奧恩河和卡昂運河分隔，飛馬橋和霍爾薩橋（Horsa Bridge）是通過奧恩河和卡昂運河前往登陸戰區的唯一通道，只要成功奪取這兩條橋就能夠保證登陸部隊東翼的安全。
最初的攻擊由181名士兵執行，分別搭乘6架滑翔機由約翰·霍華德（John Howard）少校率領。其中3架滑翔機於6月6日0時16分在距離飛馬橋50米外著陸。第1架編號92的滑翔機由吉姆·沃霍克（Jim Wallwork）上士和約翰·安斯沃思（John Ainsworth）上士駕駛，載有霍華德少校和第1排兵士。該機作了一個重著陸後照計劃穿過佈置於飛馬橋附近的第一道有刺鐵絲網，最後硬停下來。滑翔機停下的一剎那衝力把兩名駕駛拋了出駕駛艙外，兩人當場死亡。（他們也是首位於D日踏足法國土地的盟軍士兵），後艙的士兵也短暫失去知覺。他們定神後發覺四周都寂靜非常。滑翔機著陸的聲音並未有驚動於50碼外巡邏的德軍士兵。德軍士兵認為只是受損盟軍轟炸機掉下來的殘骸所發出的聲響。
第1排兵士迅速離開機艙各自執行自己的任務。幾名士兵先攻下一個機槍據點，其他士兵則由丹·布拉澤里奇（Den Brotheridge）中尉率領向飛馬橋方向突擊，越過橋到達西岸後布拉澤里奇中尉向另一個機槍據點投擲手榴彈後被射中頸部。這個致命傷令丹·布拉澤里奇中尉成為D日首位被敵軍擊斃的盟軍士兵。隨著第1排展開攻擊，載著第2排的滑翔機亦安全著陸，他們隨即清勦飛馬橋東部的敵軍。第3排則因為重著陸令滑翔機損毀，十多人被困於滑翔機殘骸中。他們的指揮官史密夫中尉亦於著陸時受傷，隨後又被德軍手榴彈炸傷並於幾分鐘後死亡，但史密夫中尉在死前仍然帶領著自己的手下守著飛馬橋西部。而隨隊的皇家工兵亦冒著敵方炮火爬到橋上解除德軍設下的爆炸裝置。顯然德軍已經預備隨時炸毀飛馬橋，但他們因為擔心意外爆炸和被法國反抗組織破壞而未有裝設炸藥。在這些突然和猛烈的攻勢後，德軍曾經嘗試反攻，但最後都失敗。局勢穩定下來後，約翰·霍華德少校明白飛馬橋已經落於英軍手中。

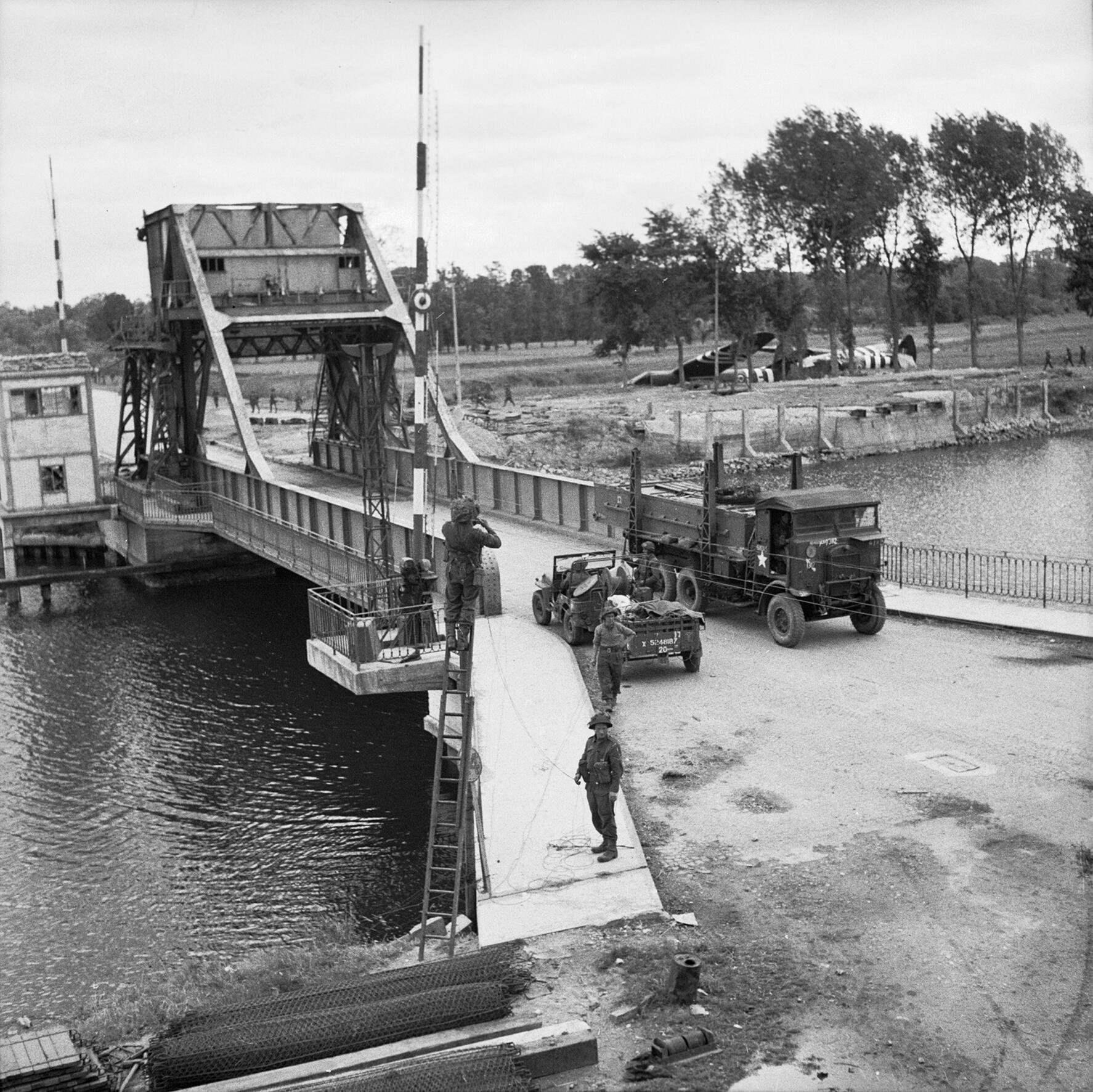
1944年時的飛馬橋

飛馬橋東方幾百碼外就是這次行動的第二個目標霍爾薩橋。由另外3架滑翔機進攻，但其中1架降落時偏離霍爾薩橋太遠而未有參加行動，其餘兩架滑翔機則安全著陸於霍爾薩橋附近，第6排的士兵率先對霍爾薩橋展開攻擊，但德軍當時已經聽到由飛馬橋方向傳過來的炮火聲，因而早有準備。但駐守霍爾薩橋的德軍只有一個機槍陣地，很快就被第6排精準的迫擊砲彈打得落慌而逃。英軍就這樣輕鬆地奪下了霍爾薩橋。
這次行動完滿成功，只有幾名士兵傷亡，兩條橋都於10分鐘內被攻下。滑翔機在黑夜進行著陸更被君主行動盟國空軍總指揮官雷·馬洛里中將高度讚揚，他指這是「二戰時其中一項最傑出的飛行成就」（one of the most outstanding flying achievements of the war）。

## 來源
- Ambrose, Stephen E. (1985). Pegasus Bridge. New York: Simon and Schuster. ISBN 9780671523749

## 外部連結
- Musée de Pegasus Bridge （页面存档备份，存于）
- Royal Engineers Museum （页面存档备份，存于） 6th Airborne Divisional Engineers - D Day 1944
- The 6th Airborne Division in Normandy
- BBC 'The People's War' （页面存档备份，存于）
- The bridge in 1944 （页面存档备份，存于）
- A detailed description of the area and operation
- D-Day : Etat des Lieux : 6th Airborne Division in Normandy （页面存档备份，存于）